# Casa Cantacuzino-Pașcanu din Iași
Casa Cantacuzino-Pașcanu, numită și Casa Cantacuzino-Cozadini, este o clădire din municipiul Iași, construită în 1840 de către marele logofăt Dumitrache Cantacuzino-Pașcanu. Este situată în centrul orașului, pe Bd. Carol I nr. 2, lângă clădirea fostei Fundațiuni „Regele Ferdinand I”, astăzi Biblioteca Centrală Universitară „Mihai Eminescu” din Iași. În prezent, ea găzduiește Palatul Copiilor din Iași.
Casa Cantacuzino-Pașcanu a fost inclusă pe Lista monumentelor istorice din județul Iași din anul 2015, având codul de clasificare  IS-II-m-B-03778.

## Istoric
Casa a fost construită pe la 1840 de marele logofăt Dumitrache Cantacuzino-Pașcanu și de Profira, soția sa. Casa, înconjurată cu un zid, avea în față o gradină mare cu arbori înalți iar în spate acareturile unei curți boierești: bucătăria, hambarele, grajdurile și locuințele robilor de etnie Romă. Casa logofătului Cantacuzino-Pașcanu era cunoscută ca una dintre cele mai renumite din vremea aceea, atât datorită arhitecturii, cât și prin sindrofiile și partidele de cărți care erau organizate aici. Domnitorului Grigore Ghica (1849-1856) a fost un obișnuit al casei, coana Profira fiind mătușa sa. Dupa moartea logofătului, logofeteasa se mută și vinde casa lui Grigore Cozadini, care o trece apoi fratelui său Dimitrie Cozadini. Începând cu anul 1875, palatul lui Dimitrie Cozadini devenea reședință domnească temporară, Carol I și invitații săi locuind aici în timpul vizitelor la Iași.
Spre sfârșitul secolului al XIX-lea palatul este cumpărat de stat pentru Corpul IV de armată, aici fiind adăpostite Comandamentul, Brigada de artilerie, Serviciul de Geniu și alte unități militare. Casa continuă să fie reședință regală pentru Carol I și prințul moștenitor Ferdinand și soția sa Maria.
În timpul Primului Război Mondial, datorită ofensivei armatelor Puterilor Centrale soldată cu ocuparea Bucureștiului, conducerea României se refugiază la Iași care devine astfel capitala de război a țării. În această perioadă reședință oficială a regelui Ferdinand a fost casa lui Cuza din strada Lăpușneanu (Ulița Mare). Regina Maria împreună cu copiii, după ce a așteptat mai bine de o săptamână în trenul regal oprit în gara Grajduri, a putut în final să se adăpostească în casa Cantacuzino-Pașcanu, casa pusă la dispoziție de Ministerul de Război.
După război clădirea a rămas în proprietatea reginei Maria, aceasta donând-o în 1929 Fundațiuni „Regele Ferdinand I” pentru a instala aici un institut cu internat pentru educația fiicelor de ofițeri, institut care a primit numele de «Institutul de Educațiune „Regina Maria”». Această instituție administrată de Fundațiunea „Regele Ferdinand I” a funcționat aici până spre sfârșitul celui de-al Doilea Război Mondial.
În 1944 clădirea devine întâi un lagăr pentru militarii Armatei Roșii iar apoi, după ofensiva trupelor sovietice în marea Bătălie de la Iași de la sfârșitul lunii august-începutul lunii septembrie, pentru militarii români, germani sau italieni prizonieri ai sovieticilor.
Între 1945-1965 clădirea își schimbă din nou destinația, devenind Căminul „Ion Niculi” al studenților politehniști ieșeni. În 1965 clădirea devine Palatul Pionierilor, dechiderea oficială a noii instituții fiind la 16 ianuarie 1966. O ultimă schimbare de nume survine după decembrie 1989 când devine Palatul Copiilor.

## Imagini

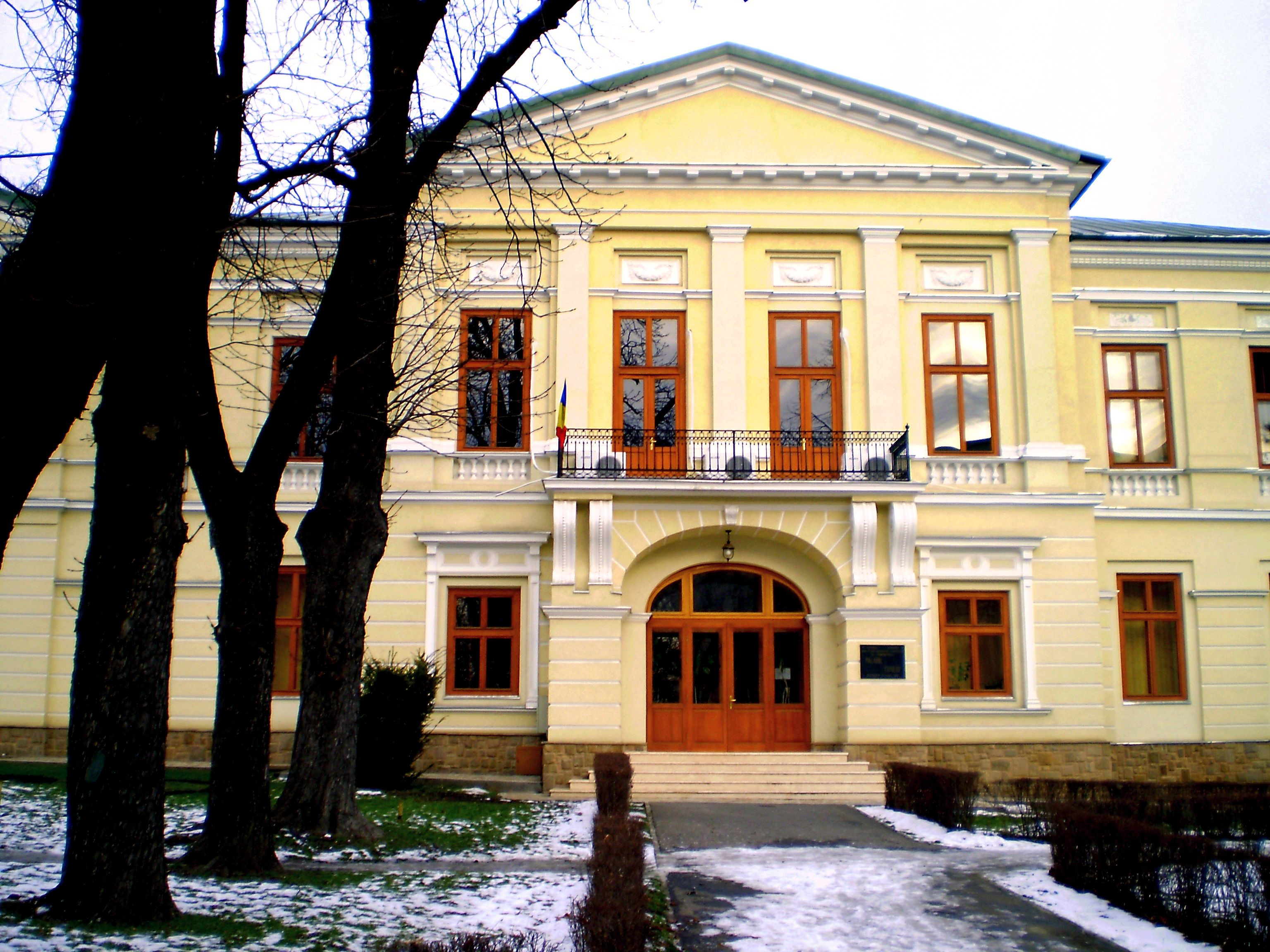
Casa Cantacuzino-Pașcanu
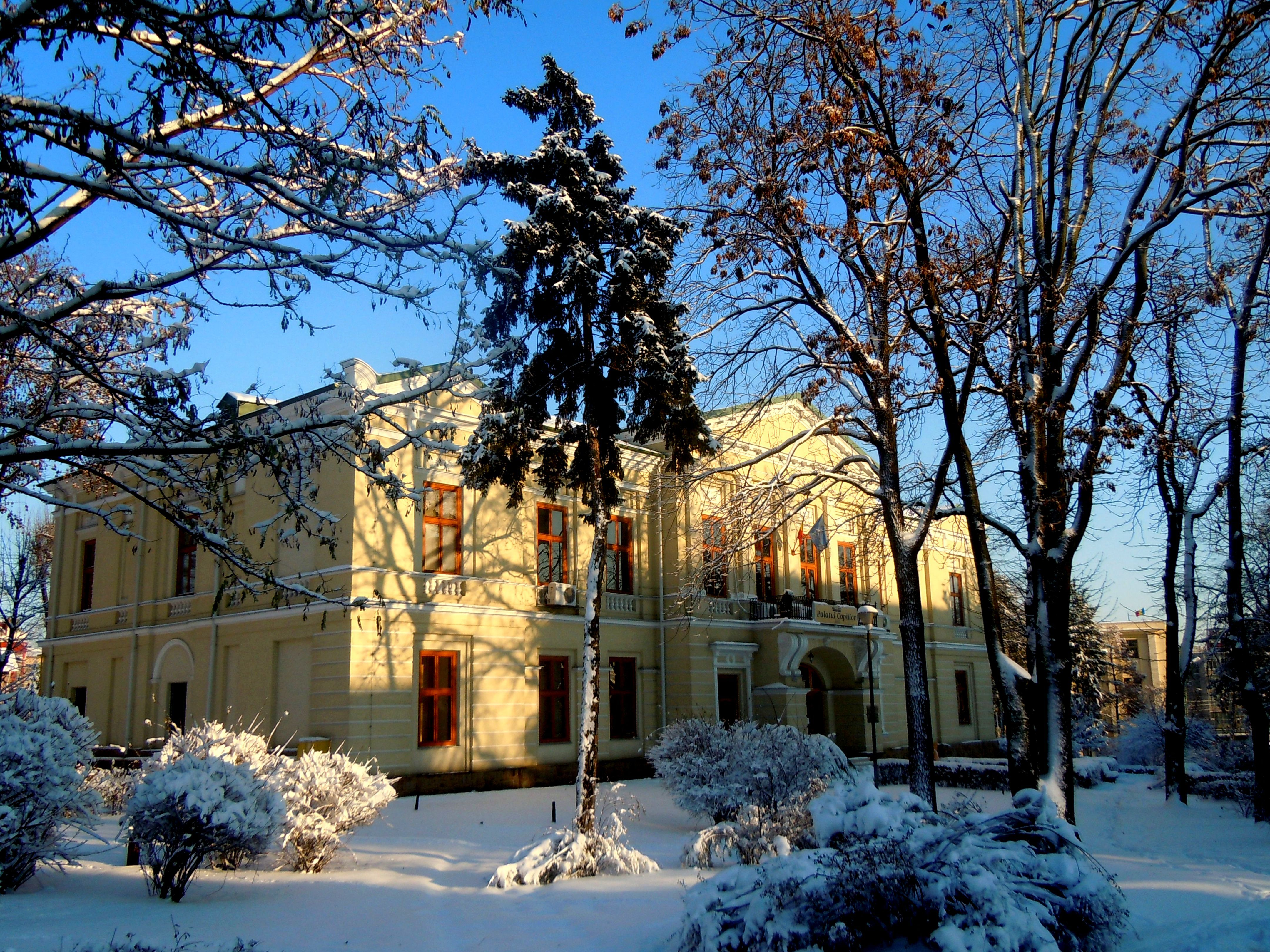
Casa Cantacuzino-Pașcanu
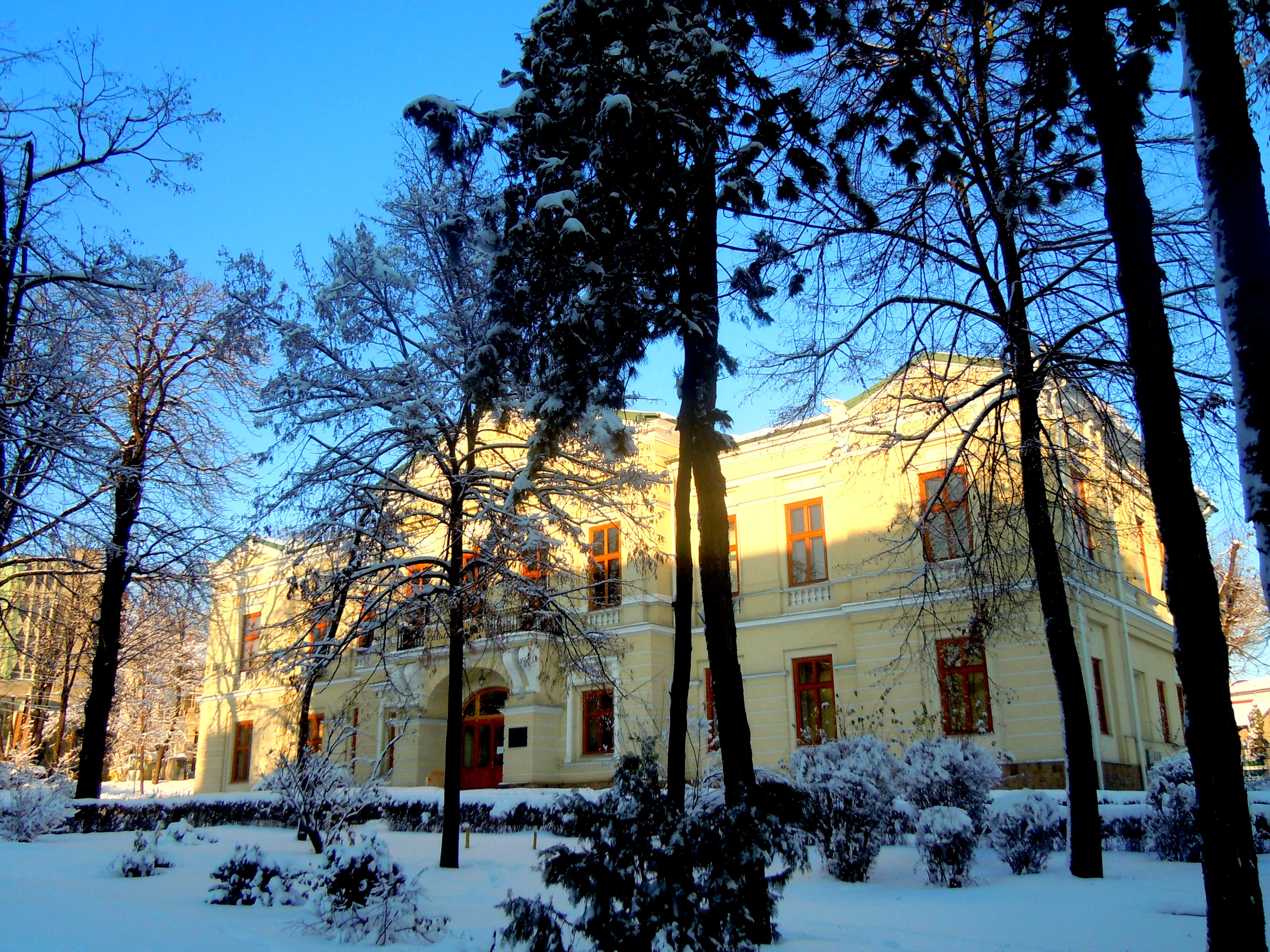
Casa Cantacuzino-Pașcanu
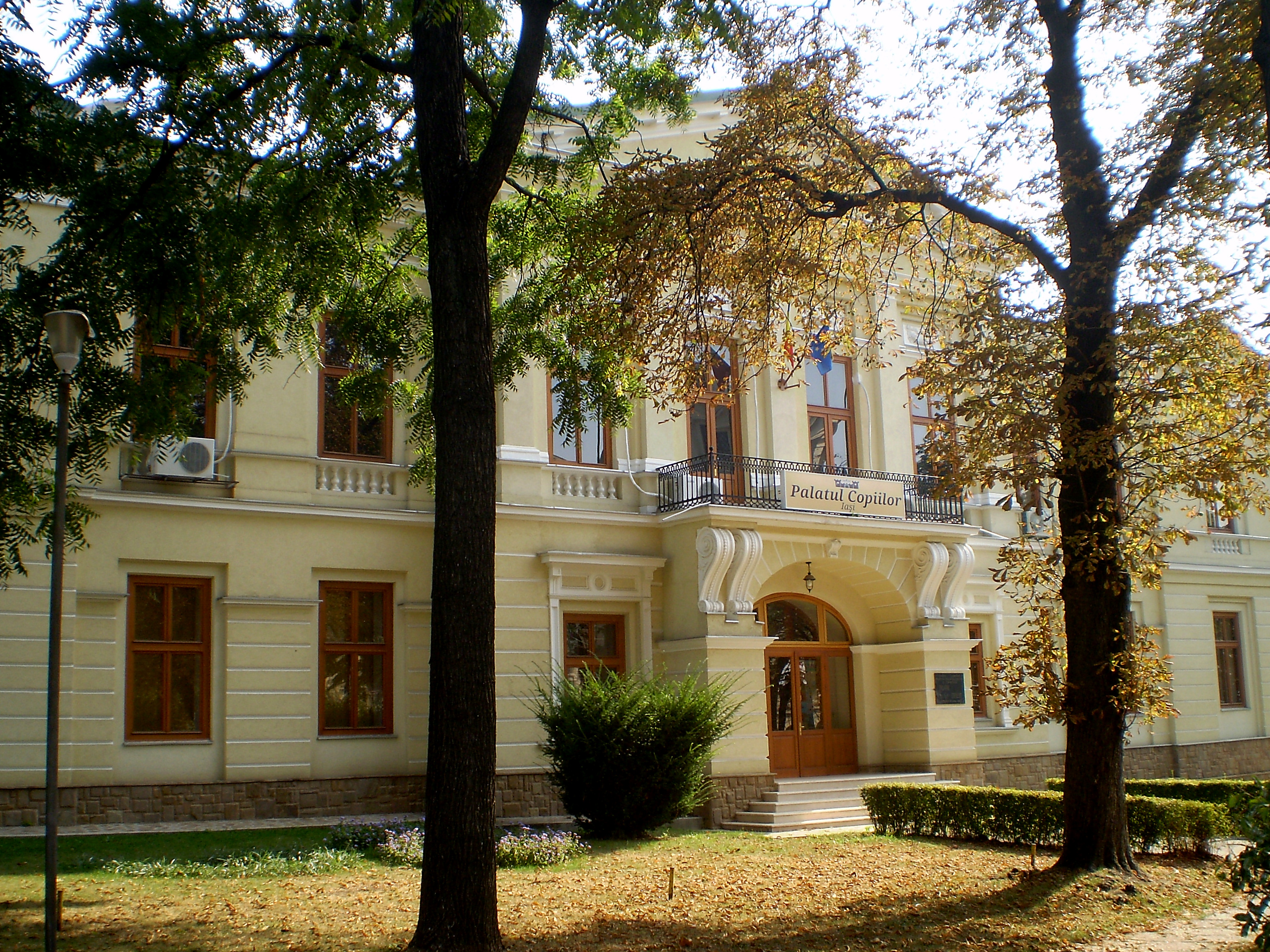
Casa Cantacuzino-Pașcanu
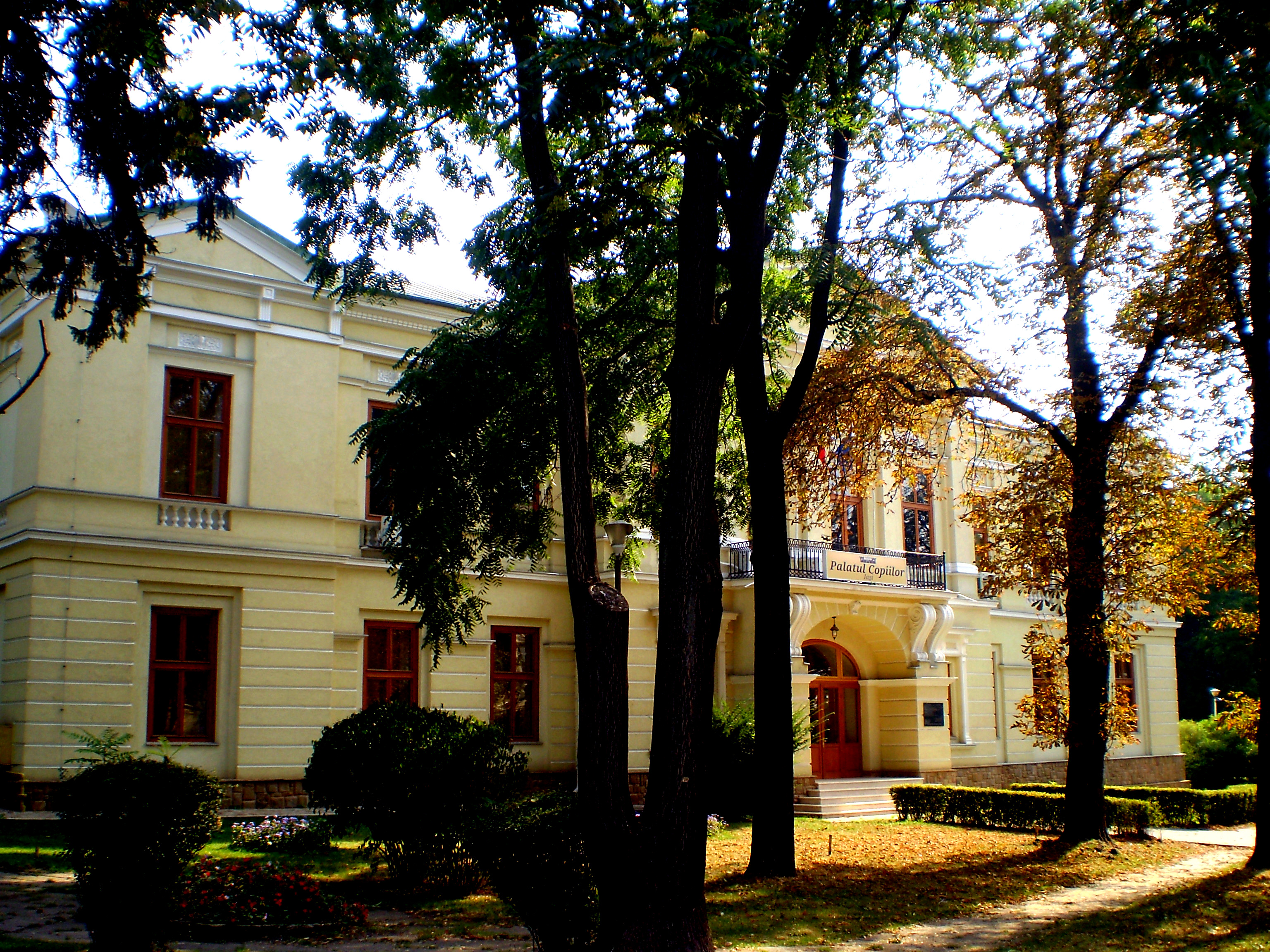
Casa Cantacuzino-Pașcanu